# ベレジナ川

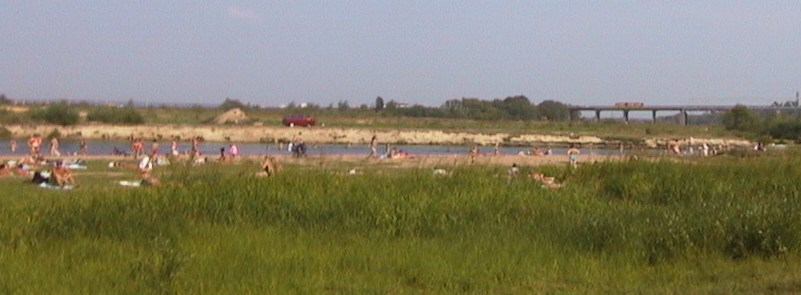
ボリソフ近郊のベレジナ川で泳ぐ人々

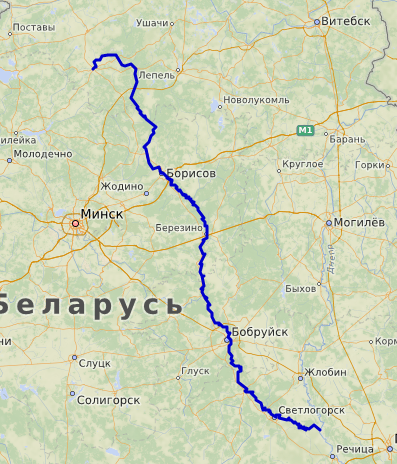
ベレジナ川流路

ベレジナ川（ベレジナがわ、ベラルーシ語: Бярэ́зіна, IPA: [bʲaˈrɛzʲinɐ], Bjaresina ; ロシア語: Березина ; Berezina, Beresina）は、ベラルーシの中央部を流れる河川。ドニエプル川の右支流である。流域のベレジナ保護区は、ユネスコの生物圏保護区にも指定されている。

## 地理
ベレジナ川は、ベラルーシ北部を南西から北東へ伸びる丘陵地帯・ベラルーシ高地に発する。水源はレペリ市の近くにあり、ベレジナ川国立公園に指定されている。ここから国土の中央を北から南へ流れ、ボリソフ（バリサウ）、バブルイスク（ボブルイスク）、シヴィェトラホルスク（スヴェトロゴルスク、Svietlahorsk）などの大きな街を通過する。ホメリ市（ゴメリ）から北西に離れた場所で、ドニエプル川に西から合流している。
主な支流には、ベラルーシの首都ミンスクを流れるシヴィスワチ川がある。

## 生態系
流域に湿地が多く、中流域には温帯大陸性気候の典型的なタイガがあり、針葉樹林、広葉樹林、湖、水路、湿地、氾濫原および東ヨーロッパで最大規模の泥炭地、下流域には三日月湖などの多様な地形と生態系がある。流域の主な樹種はオーク、シナノキ属、トネリコ属、ヨーロッパダケカンバ、ヨーロッパハンノキ、シラカンバ、ヨーロッパヤマナラシ、セイヨウハンノキであり、オオカミ、ヒグマ、ヘラジカ、ヨーロッパバイソン、コチョウザメが生息している。また、流域はイヌワシ、フクロウ、カラフトワシ、ニシブッポウソウ、ヨーロッパジシギ、クロヅル、ハジロクロハラアジサシ、エリマキシギ、コアオアシシギ、ズアオホオジロなどの多くの種類の鳥類の中継地または越冬地である。
中流部のベレジナ保護区は1978年、ユネスコの生物圏保護区に指定された。また、流域のゴルビスカヤ・ブシャ、ベレジナ保護区、シヴィスワチ＝ベレジナおよびヴィドリツァはラムサール条約登録地である。

## ベレジナ川を巡る歴史
- スウェーデン王カール12世は、ロシア皇帝ピョートル1世との大北方戦争においてロシア侵攻を決意し、1708年6月25日に大軍を率いてベレジナ川を渡ったが、ロシア側の焦土作戦と冬将軍により軍勢は弱体化し、翌年のポルタヴァの戦いでの大敗につながった。
- ベレジナ川の名を有名にしたのは、ナポレオン戦争中の1812年ロシア戦役における「ベレジナの戦い（英語版）」である。ナポレオン1世率いる大陸軍は10月よりモスクワからの退却を始めたが、焦土作戦と極度の寒さで兵力の多数が脱落した。11月26日から11月29日にかけて、ベレジナ川にポンツーン橋を架けて渡河しようとした大陸軍にミハイル・クトゥーゾフ率いるロシア軍が襲いかかり、フランス軍に壊滅的な打撃を与えた。ベレジナは、フランス[要出典]および大陸軍に参加したスイスなどの各国にとって、災難や災厄の代名詞となった。
- 独ソ戦では、1944年夏の赤軍の大反攻（バグラチオン作戦）でドイツ国防軍は総崩れとなり、第4軍はベレジナ川を渡りミンスクへ退却する途中で包囲され、少数の部隊を残して殲滅された。

## 外部リンク

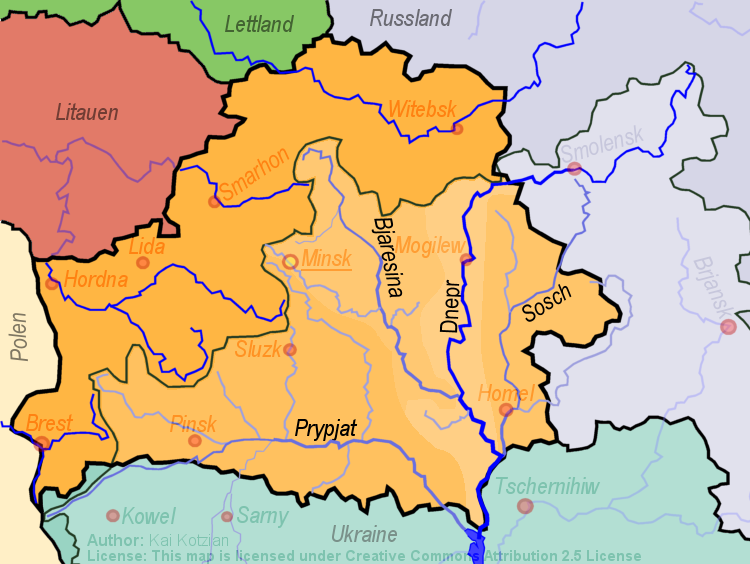
ドニエプル川流域